# Eddie’s Head
Eddie’s Head – box set heavymetalowej grupy Iron Maiden, wydany 1 grudnia 1998, przez wytwórnię Raw Power Records. Składanka zawiera utwory z pierwszych 12 albumów oraz limitowaną edycję płyt CD pt. In Profile.

## Lista utworów

### Dysk: 1 (Iron Maiden)
1. "Prowler" (Steve Harris) – 3:56
2. "Sanctuary" (Paul Di’Anno, Steve Harris, Dave Murray) – 3:16
3. "Remember Tomorrow" (Paul Di’Anno, Steve Harris) – 5:28
4. "Running Free" (Paul Di’Anno, Steve Harris) – 3:17
5. "Phantom of the Opera" (Steve Harris) – 7:07
6. "Transylvania" (Steve Harris) – 4:19
7. "Strange World" (Steve Harris) – 5:32
8. "Charlotte the Harlot" (Dave Murray) – 4:12
9. "Iron Maiden" (Steve Harris) – 3:38

### Dysk: 2 (Killers)
1. "The Ides of March" (Harris) – 1:45
2. "Wrathchild" (Harris) – 2:54
3. "Murders in the Rue Morgue" (Harris) – 4:19
4. "Another Life" (Harris) – 3:22
5. "Genghis Khan" (Harris) – 3:06
6. "Innocent Exile" (Harris) – 3:53
7. "Killers" (Di’Anno, Harris) – 5:01
8. "Prodigal Son" (Harris) – 6:11
9. "Purgatory" (Harris) – 3:21
10. "Twilight Zone" (Harris, Murray) – 2:34
11. "Drifter" (Harris) – 4:48

### Dysk: 3 (The Number of the Beast)
1. "Invaders" (Steve Harris) – 3:24
2. "Children of the Damned" (Harris) – 4:35
3. "The Prisoner" (Adrian Smith, Harris) – 6:04
4. "22 Acacia Avenue" (Smith) – 6:37
5. "The Number of the Beast" (Harris) – 4:48
6. "Run to the Hills" (Harris) – 3:54
7. "Gangland" (Smith, Clive Burr) – 3:48
8. "Total Eclipse" (Harris, Dave Murray, Burr) – 4:25
9. "Hallowed Be Thy Name" (Harris) – 7:14

### Dysk: 4 (Piece of Mind)
1. "Where Eagles Dare" (Steve Harris) – 6:10
2. "Revelations" (Bruce Dickinson) – 6:48
3. "Flight of Icarus" (Adrian Smith, Dickinson) – 3:51
4. "Die With Your Boots On" (Smith, Dickinson, Harris) – 5:28
5. "The Trooper" (Harris) – 4:10
6. "Still Life" (Dave Murray, Harris) – 4:53
7. "Quest for Fire" (Harris) – 3:41
8. "Sun and Steel" (Dickinson, Smith) – 3:26
9. "To Tame a Land" (Harris) – 7:27

### Disk: 5 (Powerslave)
1. "Aces High" (Steve Harris) – 4:29
2. "2 Minutes to Midnight" (Bruce Dickinson, Adrian Smith) – 5:59
3. "Losfer Words (Big 'Orra)" (wersja instrumentalna) (Harris) – 4:12
4. "Flash of the Blade" (Dickinson) – 4:02
5. "The Duellists" (Harris) – 6:06
6. "Back in the Village" (Dickinson, Smith) – 5:20
7. "Powerslave" (Dickinson) – 6:47
8. "Rime of the Ancient Mariner" (Harris) – 13:34

### Dysk: 6 (Live After Death)
1. "Intro: Churchill’s Speech" – 1:32
2. "Aces High" – 4:14
3. "2 Minutes to Midnight" – 5:16
4. "The Trooper" – 4:07
5. "Revelations" – 5:59
6. "Flight of Icarus" – 3:30
7. "Rime of the Ancient Mariner" – 14:06
8. "Powerslave" – 6:54
9. "The Number of the Beast" – 4:49
10. "Hallowed Be Thy Name" – 7:14
11. "Iron Maiden" – 4:02
12. "Run to the Hills" – 3:50
13. "Running Free" – 4:08

### Dysk: 7 (Live After Death)
1. "Wrathchild" – 2:58
2. "22 Acacia Avenue" – 4:58
3. "Children of the Damned" – 4:21
4. "Die With Your Boots On" – 5:39
5. "Phantom of the Opera" – 7:01

### Dysk: 8 (Somewhere in Time)
1. "Caught Somewhere in Time" (Steve Harris) – 7:25
2. "Wasted Years" (Adrian Smith) – 5:07
3. "Sea of Madness" (Smith) – 5:42
4. "Heaven Can Wait" (Harris) – 7:21
5. "The Loneliness of the Long Distance Runner" (Harris) – 6:31
6. "Stranger in a Strange Land" (Smith) – 5:44
7. "Déjà Vu" (Harris, Dave Murray) – 4:56
8. "Alexander the Great" (Harris) – 8:37

### Dysk: 9 (Seventh Son of a Seventh Son)
1. "Moonchild" (Adrian Smith, Bruce Dickinson) – 5:39
2. "Infinite Dreams" (Steve Harris) – 6:09
3. "Can I Play with Madness" (Smith, Dickinson, Harris) – 3:31
4. "The Evil That Men Do" (Smith, Dickinson, Harris) – 4:34
5. "Seventh Son of a Seventh Son" (Harris) – 9:53
6. "The Prophecy" (Dave Murray, Harris) – 5:05
7. "The Clairvoyant" (Harris) – 4:27
8. "Only the Good Die Young" (Harris, Dickinson) – 4:41

### Dysk: 10 (No Prayer for the Dying)
1. "Tailgunner" (Bruce Dickinson, Steve Harris) – 4:15
2. "Holy Smoke" (Dickinson, Harris) – 3:49
3. "No Prayer for the Dying" (Harris) – 4:23
4. "Public Enema Number One" (Dickinson, Dave Murray) – 4:13
5. "Fates Warning" (Harris, Murray) – 4:12
6. "The Assassin" (Harris) – 4:35
7. "Run Silent Run Deep" (Dickinson, Harris) – 4:35
8. "Hooks in You" (Dickinson, Adrian Smith) – 4:08
9. "Bring Your Daughter...To the Slaughter" (Dickinson) – 4:45
10. "Mother Russia" (Harris) – 5:32

### Dysk: 11 (Fear of the Dark)
1. "Be Quick or Be Dead" (Bruce Dickinson, Janick Gers) – 3:24
2. "From Here to Eternity" (Steve Harris) – 3:38
3. "Afraid to Shoot Strangers" (Harris) – 6:56
4. "Fear is the Key" (Dickinson, Gers) – 5:35
5. "Childhood’s End" (Harris) – 4:40
6. "Wasting Love" (Dickinson, Gers) – 5:50
7. "The Fugitive" (Harris) – 4:54
8. "Chains of Misery" (Dave Murray, Dickinson) – 3:37
9. "The Apparition" (Harris, Gers) – 3:54
10. "Judas Be My Guide" (Dickinson, Murray) – 3:08
11. "Weekend Warrior" (Harris, Gers) – 5:39
12. "Fear of the Dark" (Harris) – 7:18

### Dysk: 12 (A Real Dead One)
1. "Number of the Beast"
2. "Trooper"
3. "Prowler"
4. "Transylvania"
5. "Remember Tomorrow"
6. "Where Eagles Dare"
7. "Sanctuary"
8. "Running Free"
9. "Run to the Hills"
10. "2 Minutes to Midnight"
11. "Iron Maiden"
12. "Hallowed Be Thy Name"

### Dysk: 13 (A Real Live One)
1. "Be Quick or Be Dead"
2. "From Here to Eternity"
3. "Can I Play with Madness"
4. "Wasting Love"
5. "Tailgunner"
6. "Evil That Men Do"
7. "Afraid to Shoot Strangers"
8. "Bring Your Daughter.. To the Slaughter"
9. "Heaven Can Wait"
10. "The Clairvoyant"
11. "Fear of the Dark"

### Dysk: 14 (Live at Donington)
1. "Be Quick or Be Dead"
2. "Number of the Beast"
3. "Wrathchild"
4. "From Here to Eternity"
5. "Can I Play with Madness"
6. "Wasting Love"
7. "Tailgunner"
8. "Evil That Men Do"
9. "Afraid to Shoot Strangers"
10. "Fear of the Dark"
11. "Bring Your Daughter.. To the Slaughter"
12. "Clairvoyant"
13. "Heaven Can Wait"
14. "Run to the Hills"

### Dysk: 15 (Live at Donington)
1. "2 Minutes to Midnight"
2. "Iron Maiden"
3. "Hallowed Be Thy Name"
4. "The Trooper"
5. "Sanctuary"
6. "Running Free"

### Dysk: 16 (In Profile)
Narracja Mike’a Hursta. Zawiera wywiady ze Steve’em Harrisem, Dave’em Murrayem, Rodem Smallwoodem i Blaze’em Bayleyem.
1. "Cz. 1: Early Maiden Days"
2. "Cz. 2: Groundwork"
3. "Cz. 3: Ascendancy"
4. "Cz. 4: Supremacy"
5. "Cz. 5: Legends"

## Twórcy
- Blaze Bayley – wokal (dysk 16)
- Martin Birch – producent, kierownik produkcji, miksowanie (dyski 2-11)
- Albert Boekholt – asystent kierownika
- Clive Burr – perkusja (dyski 1-3)
- Sean Burrows – asystent kierownika
- George Chin – fotografia
- Paul Di’Anno – wokal (dyski 1-2)
- Bruce Dickinson – wokal (dyski 3-15)
- Robert Ellis – fotografia
- Paul Foster – producent wykonawczy
- Simon Fowler – fotografia
- Janick Gers – gitara (dyski 10-15)
- Frank Gibson – asystent kierownika
- Hugh Gilmour – dyrektor artystyczny, projektant reedycji
- Nigel Green – kierownik
- Ross Halfin – fotografia
- Denis Haliburton – asystent kierownika
- Steve Harris – bas, wokal, (dyski 1-15) producent, miksowanie (dyski 11-15)
- Simon Heyworth – remastering
- Mike Hurst – narrator, liner notes (dyski 16)
- Guido Karp – fotografia
- Michael Kenney – keyborady (dyski 12-15)
- Martin Levan – kierownik
- Will Malone – producent (dysk 1)
- George Marino – mastering
- Nicko McBrain – perkusja (disks 4-15)
- Mick McKenna – kierownik, asystent kierownika
- Tony Mottram – fotografia
- Dave Murray – gitara (dyski 1-15)
- Denis O’Regan – fotografia
- Ronald Prent – asystent kierownika
- Derek Riggs – ilustracje, projektant okładki, pomysł okładki (dyski 1-15)
- Gus Shaw – mastering
- Rod Smallwood – fotografia, pomysł, projektant okładki, pomysł okładki
- Adrian Smith – guitar, vocals (disks 2-9, 15)
- Dennis Stratton – gitara, wokal (dysk 1)
- Stephane "The Vardengrip" Wissner – kierownik
- Roger Woodhead – producent wykonawczy
- Tim Young – mastering